# نادي الشباب (سوريا)
نادي الشباب السوري أحد أندية الدوري الدرجة الثانية في سوريا، تأسس في عام 1962 على يد عايش الاحمد وهو الأب الفخري للنادي، ينتمي نادي الشباب إلى محافظة الرقة وفي عام 2006 تم افتتاح الملعب البلدي بالرقة وقد تم بناء هذا الملعب خصصياً لنادي الشباب لكي يخوض مبارياته في الدوري.

## التاريخ والنشئة
في عام 1962 قرر بعض الشباب في الرقة إنشاء نادي رياضي يهتم بكل الرياضات خصوصا بأن محافظة الرقة كانت تتطور بسرعة وبعد اجتماع الهيئة الخاصة بتأسيس الفريق اتفقوا على تسمية النادي باسم النهضة بما ان المجموعة كانت من المتعلمين والمثقفين فقط وقد كان مؤسسي النادي يجتمعون في إحدى المقاهي لنقاش اموره لكن فيما بعد أصبح منزل المؤسس الأول عايش الاحمد هو مكان النقاش فيما يخص النادي وبقي المقر يتنقل بشكل مستمر من مكان إلى اخر إلى ان وصل إلى مقره الحالي قرب مقر قيادة الشرطة في الرقة وقد أصبح إسماعيل عبد الغني أول رئيس لنادي الشباب.

## سبب تسمية نادي الشباب
عندما تم تسمية نادي الشباب باسم النهضة كان هنالك فريق في دمشق يحمل نفس الاسم وللصدفة اقيمت مباراة بين الناديين وسميا نادي النهضة الرقاوي ونادي النهضة الشامي وبعدها تم الاتفاق على تغيير اسم النادي إلى نادي الشباب.

## موسم 08-09
قدم الشباب موسم مميز حيث انهوا الموسم في المركز الثاني في المجموعة الشرقية خلف نادي الجزيرة الذي وصل لدوري الدرجة الأولى السوري لهذا الموسم، وقد دخل الشباب مرحلة الدوري المصغر مع باقي المجموعات لمعرفة المتأهلين لدوري الأضواء لكن لم يستطع الصعود للدرجة الأولى وبقي في الدرجة الثانية وما يزال ينافس هذا الموسم لمحاولة الصعود لدوري الأضواء السوري.